# Risoterapia
Se conoce como risoterapia a una estrategia o técnica psicoterapéutica tendente a producir beneficios mentales y emocionales por medio de la risa. No puede considerarse una terapia, ya que no cura por sí misma enfermedades, pero en ciertos casos logra sinergias positivas con las curas practicadas. Se trata, en general, de que las sesiones de risoterapia se practiquen en grupo, aprovechando el contagio de persona a persona, ya que, según el conocimiento popular, reír en grupo no sería lo mismo que hacerlo solos. De esta forma, el efecto grupal estimula a las personas que, normalmente, no reirían. La UNICEF la utiliza para animar a niños que han sobrevivido a un desastre natural.

## Praxis y efecto
Para la risoterapia se utilizan técnicas que ayudan a liberar las tensiones del cuerpo y así poder llegar a la carcajada, entre ellas: la expresión corporal, el juego, la danza, ejercicios de respiración, masajes, técnicas para reír de manera natural, o de un modo simple como los niños. 
Científicamente, se ha comprobado que la risa franca aporta múltiples beneficios, que son, a saber: rejuvenecer, eliminar el estrés, tensiones, ansiedad, depresión, colesterol, adelgaza, dolores, insomnio, problemas cardiovasculares, respiratorios, cualquier enfermedad. Nos aporta aceptación, comprensión, alegría, relajación, apertura de nuestros sentidos, o ayuda a transformar las pautas mentales de uno.
Recientes estudios sobre la capacidad de las carcajadas para combatir todo tipo de enfermedades indican que mientras reímos, liberamos gran cantidad de endorfinas, responsables en gran parte de la sensación de bienestar.
Se utiliza la risa con el fin de eliminar bloqueos emocionales, físicos, mentales, sexuales, sanar nuestra infancia, como proceso de crecimiento personal. Se crea un espacio para estar con uno mismo, vivir el aquí y ahora, estar en el presente, ya que cuando reímos es imposible pensar, nos ayuda a descubrir nuestros dones, abrirnos horizontes, vencer los miedos, llenarnos de luz, de fuerza, de ilusión, de sentido del humor, de gozo y aprender a vivir una vida positiva, intensa, sincera y total, como los niños.                                                                                                                  
Después de una sesión de dos horas, es inevitable sentirse pleno, amoroso, tierno, alegre, vital, energético y un sinfín de sentimientos positivos. Parece mentira cómo un método tan sencillo como es la risa puede aportarnos tanto: la risa es Magia, es Alquimia, es la mejor medicina.

La vida es en su totalidad una gran broma cósmica. No es algo serio, tómala seriamente y la perderás. Compréndela únicamente a través de la Risa.
Osho

## Origen y evolución de la Risoterapia
Diferentes corrientes filosóficas conocen desde hace siglos la importancia de la risa y el sentido del humor y lo promueven de manera práctica.
Hace más de 4000 años en el antiguo imperio chino, había unos templos donde las personas se reunían para reír con la finalidad de equilibrar la salud. En la India también se encuentran templos sagrados donde se puede practicar la risa. 
En culturas ancestrales de tipo tribal, existía la figura del "doctor payaso" o "payaso sagrado", un hechicero vestido y maquillado que ejecutaba el poder terapéutico de la risa para curar a los guerreros enfermos.
Sigmund Freud atribuyó a las carcajadas el poder de liberar al organismo de energía negativa, algo que ha sido científicamente demostrado al descubrir que el córtex cerebral libera impulsos eléctricos negativos un segundo después de comenzar a reír. En los últimos 30 años se ha avanzado mucho en la aplicación de la risa como terapia.
En los años 70, un doctor californiano aplicó la alegría y el buen humor como apoyo en la recuperación y tratamiento de enfermedades, obteniendo beneficiosos resultados. A partir de entonces se comenzó a utilizar la técnica de la terapia de la risa en hospitales de EE. UU., Suiza, Alemania y Francia.
En China, los taoístas enseñaban que una simple sonrisa aseguraba la salud, la felicidad y la longevidad: pensaban que la salud de una persona era proporcional a las veces que se reía durante el día.
En la Edad Media, uno de los momentos más importantes era la actuación de los bufones, durante las comidas, con el fin de producir hilaridad en los comensales, con lo que se lograba una mejor digestión.
Richard Mulcaster (1530-1611) recomendaba la risa moderada como ejercicio. Robert Burton (1577-1640), erudito inglés, proponía la risa como método terapéutico.
El filósofo alemán Immanuel Kant (1724-1804) decía que la risa es «un fenómeno psicosomático».
El médico inglés William Battie aplica tratamientos complementados por el sentido del humor, a los enfermos mentales.
Freud atribuyó a las carcajadas el poder de liberar nuestro organismo de energía negativa. Esa catarsis ―según él― nos permitiría vivir mejor.
William McDougall, profesor de Psicología en Harvard, sostiene que la función biológica de la risa es ayudar a mantener el bienestar y la salud psicológica.

## Sin aval científico
Aunque se conoce el efecto beneficioso de la risa en determinados procesos de pre y postoperatorio y en la forma en que los pacientes afrontan determinadas patologías, sobre todo en el ámbito pediátrico, el uso masivo que se le da actualmente así como los objetivos amplios que propone no cuentan a día de hoy con ningún estudio sólido que le otorgue aval científico, motivo por el cual se la considera pseudoterapia.